# Scopula festucaria
Scopula festucaria là một loài bướm đêm trong họ Geometridae.